# Marcuggio
 (février 2014).
Le Marcuggio est un torrent du département Corse-du-Sud de la région Corse et un affluent du Taravo.

## Géographie
D'une longueur de 13,6 kilomètres, le Marcuggio prend sa source sur la commune de Santa-Maria-Siché, à son extrémité nord-est, à l'altitude 1 085 mètres, dans le Valdu d'Esca, à moins d'un kilomètre au sud-ouest du Punta d'Urghiavari (1 345 m). Dans sa partie haute, il s'appelle aussi, pour Géoportail, le ruisseau d'Apa.
Il coule globalement du nord vers le sud.
Il conflue sur la commune de Zigliara, à l'altitude 141 mètres, près du lieu-dit Liccione et en face du lieu-dit Cherchu (209 m) sur la commune voisine de Moca-Croce.

### Communes et cantons traversés
Dans le seul département de la Corse-du-Sud, le Marcuggio traverse les six communes suivantes, dans le sens amont vers aval, de Santa-Maria-Siché (source), Grosseto-Prugna, Albitreccia, Cardo-Torgia, Urbalacone, Zigliara (confluence).
Soit en termes de cantons, le Marcuggio prend source et conflue dans le seul canton de Santa-Maria-Siché, dans l'arrondissement d'Ajaccio.

### Bassin versant
Le bassin versant « Le Taravo du ruisseau de Fiumicellu au ruisseau de Pnta inclus » (Y862) est de 359 km2.

### Organisme gestionnaire
L'organisme gestionnaire est le Comité de bassin de Corse, depuis la loi corse du 22 janvier 2002.

## Affluents
Le Marcuggio a un affluent référencé :
- ----- le ruisseau d'Ulbu (rd[note 1]), 2,4 km sur la seule commune de Urbalacone avec un affluent :
  - le ruisseau de Caracuto (rg), 2,4 km sur la seule commune de Urbalacone.

### Rang de Strahler
Le rang de Strahler est donc de trois.